# مثل مایک: بسکتبال خیابانی
مثل مایک: بسکتبال خیابانی (انگلیسی: Like Mike 2: Streetball) فیلمی در ژانر ورزشی به کارگردانی دیوید نلسون است که در سال ۲۰۰۶ منتشر شد. از بازیگران آن می‌توان به جاشا واشینگتن، کل میچل، مایکل بیچ، و مایکل ادمتویت اشاره کرد.